# Belluscone - Una storia siciliana
Belluscone - Una storia siciliana è un film documentario del 2014 scritto, diretto e montato da Franco Maresco. Cinque anni dopo gli ha fatto seguito La mafia non è più quella di una volta.

## Trama
La pellicola documenta le ricerche di Franco Maresco, poi abbandonate, sui finanziamenti, le amicizie, e le conoscenze di Silvio Berlusconi in Sicilia, con i rapporti intrattenuti con varie figure, più o meno strane o raccomandabili.
Le riprese vengono abbandonate dallo stesso Maresco dopo qualche mese; è allora l'amico e collega Tatti Sanguineti a recarsi a Palermo per completare il lavoro, cercando di risalire alle cause dell'abbandono del film da parte del regista palermitano.

## Riconoscimenti
- 2014 - 71ª Mostra internazionale d'arte cinematografica di Venezia[1]
  - Premio Speciale della Giuria Orizzonti

- 2015 - David di Donatello 2015
  - Miglior Documentario di Lungometraggio